# Музыка нас связала (альбом)
| Оценки критиков | Оценки критиков |
| Источник        | Оценка          |
| --------------- | --------------- |
| InterMedia      | 6,5/10          |

«Музыка нас связала» — студийный альбом российской певицы Маргариты Суханкиной, выпущенный 6 августа 2019 года на лейбле «Национальное Музыкальное Издательство».

## Об альбоме
На альбоме представлены как новые песни Суханкиной, так и перезаписанные ею главные хиты группы «Мираж» в новых аранжировках. Вскоре после релиза альбома последовала попытка продюсера группы «Мираж» Андрея Литягина саботировать его распространение — он в очередной раз попытался запретить исполнять Суханкиной песни группы и использовать название «Музыка нас связала», тем не менее, соавтор песен и сооснователь коллектива Валерий Соколов заявил, что исполнять «золотые хиты» «Миража» вправе только Суханкина, в отличие от текущего состава группы.

## Отзывы критиков
Алексей Мажаев в рецензии для издания InterMedia увидел в альбоме очередной сборник «Миража», разбавленный девятью совершенно незнакомыми песнями. Из новинок он выделил только композицию «Это того не стоило», остальные рецензент назвал не выглядящими ярко, особенно на фоне «золотого старья». Впрочем, он отметил, что Суханкина не зацикливается только на песнях «Миража», а работает и над новым репертуаром. По его мнению, вокал певицы, может, звучит не так свежо и необычно, как 30 лет назад, но вполне качественно.

## Список композиций
| №                   | Название              | Автор(ы)                               | Длительность |
| ------------------- | --------------------- | -------------------------------------- | ------------ |
| 1.                  | «Музыка нас связала»  | Андрей Литягин, Валерий Соколов        | 4:17         |
| 2.                  | «Я верю»              | Маргарита Суханкина, Михаил Павлюченко | 3:27         |
| 3.                  | «Звёзды нас ждут»     | Андрей Литягин, Валерий Соколов        | 4:06         |
| 4.                  | «Комета»              | Наталья Павлова, Сергей Лукаш          | 4:16         |
| 5.                  | «Я больше не прошу»   | Андрей Литягин, Елена Степанова        | 3:54         |
| 6.                  | «Верни меня в облака» | Артём Шаповалов, Филипп Левшин         | 3:50         |
| 7.                  | «Эта ночь»            | Андрей Литягин, Валерий Соколов        | 3:39         |
| 8.                  | «Любовь моя»          | Злата Мироевская                       | 3:54         |
| 9.                  | «Солнечное лето»      | Андрей Литягин, Валерий Соколов        | 4:18         |
| 10.                 | «Это того не стоило»  | Александр Матиенко, Алена Самойленко   | 3:23         |
| 11.                 | «Я снова вижу тебя»   | Андрей Литягин, Елена Степанова        | 3:48         |
| 12.                 | «Водопадами»          | Наталья Павлова, Сергей Савченко       | 3:46         |
| 13.                 | «Видео»               | Андрей Литягин, Валерий Соколов        | 3:41         |
| 14.                 | «Ты со мной»          | Маргарита Суханкина, Михаил Павлюченко | 3:18         |
| 15.                 | «Новый герой»         | Андрей Литягин, Светлана Разина        | 3:48         |
| 16.                 | «Танцуй»              | Андрей Хорисенко, Максим Малик         | 3:35         |
| 17.                 | «Наступает ночь»      | Андрей Литягин, Валерий Соколов        | 4:22         |
| 18.                 | «Слёз не будет»       | Маргарита Суханкина, Сергей Лукаш      | 4:34         |
| Общая длительность: | Общая длительность:   | Общая длительность:                    | 69:57        |